# Oeyreluy
Oeyreluy település Franciaországban, Landes megyében. Lakosainak száma 1498 fő (2022. január 1.). Oeyreluy Dax, Heugas, Saint-Pandelon, Seyresse és Tercis-les-Bains községekkel határos.

## Népesség
A település népességének változása:
| Lakosok száma | 635  | 1136 | 1063 | 1543 | 1577 | 1548 | 1508 | 1507 | 1507 | 1498 |
|               | 1968 | 1982 | 1990 | 2006 | 2013 | 2015 | 2017 | 2019 | 2020 | 2022 |